# 西安郡 (后涼)
西安郡，中国后涼时设置的郡。

## 建置沿革
后涼呂光時，置西安郡，領縣不可考，屬涼州。北涼神璽二年（398年），攻佔西安郡。玄始元年（412年），西安郡改屬秦州。承和七年（439年），西安郡降於北魏，郡廢。

## 太守
- 石元良，后涼呂光龍飛二年（397年）前後在任。[1]
- 陰亮，西涼李暠庚子元年（400年）除。[2]
- 沮渠蒙遜，北涼段業天璽三年（401年）在任。[3]